# Walt Disney
Walter Elias Disney, detto Walt (Chicago, 5 dicembre 1901 – Burbank, 15 dicembre 1966), è stato un animatore, imprenditore, produttore cinematografico, regista e doppiatore statunitense.

Firma di Walt Disney del 1942

Annoverato tra i principali cineasti del XX secolo, era co-fondatore, presidente e amministratore delegato della Walt Disney Company, una delle più grandi compagnie al mondo. Lui era anche riconosciuto come uno dei padri dell'animazione cinematografica, e ha inoltre creato Disneyland, il primo di una serie di parchi a tema Disney; è altresì noto per la sua grande abilità nella narrazione di storie, come divo televisivo e uno dei più carismatici artisti del XX secolo nel campo dell'intrattenimento. Con i suoi collaboratori ha creato molti dei più famosi personaggi dei cartoni animati del mondo; uno di questi, Topolino, è secondo molti il suo alter ego.
Detiene il record di vittorie e di candidature ai Premi Oscar, avendo ricevuto, in 34 anni di carriera, per i suoi cortometraggi e documentari, 26 statuette su 59 candidature totali di cui tre onorari e un Premio alla memoria Irving G. Thalberg. Nel 1956 ha vinto il David di Donatello per il miglior produttore straniero per Lilli e il vagabondo. Gli Oscar onorari gli furono assegnati, nel primo caso, per la creazione di Topolino; nel secondo, per Biancaneve e i sette nani, «riconosciuto come un'innovazione cinematografica significativa che ha incantato milioni di persone ed è stato pioniere di una nuova area d'intrattenimento nel campo del cartone animato»; e, infine, «per lo sbalorditivo contributo all'avanzamento dell'uso del sonoro nel cartone animato, grazie alla produzione di Fantasia». Fu candidato per tre volte ai Golden Globes, ma ne ricevette solo due onorari, per Bambi (1942) e Deserto che vive (1953), oltre al Cecil B. DeMille Award nello stesso anno. Otto pellicole da lui prodotte sono state inserite nella Biblioteca del Congresso venendo ritenute «culturalmente, storicamente ed esteticamente significative»: Steamboat Willie (1928), I tre porcellini (1933), Biancaneve e i sette nani (1937), Fantasia, Pinocchio (1940), Dumbo (1941), Bambi (1942) e Mary Poppins (1964).

## Biografia
Nel 1834 due suoi antenati che risiedevano a Liverpool si trasferirono negli Usa, ove nel 1888 Elias Disney (1859-1941), loro nipote, sposò Flora Call (1868-1938): furono questi i futuri genitori di Walt.

### Primi anni
Walter Elias Disney Jr. nacque il 5 dicembre 1901 a Chicago da Flora Call ed Elias Charles Disney; quarto di cinque figli, il padre era di discendenza inglese e precedentemente francese, la madre di discendenza tedesca. Una notizia più volte diffusa e puntualmente smentita, citata anche sul Corriere della Sera, darebbe a Disney natali spagnoli, indicandolo come Luis Guizao (o Guirao) Zamora, nato in un villaggio vicino Almería nel 1901 da madre in condizione di indigenza con la quale sarebbe emigrato negli Stati Uniti alla volta di Chicago, dove risiedeva lo zio materno.
Ereditò il secondo nome dal padre, mentre il primo da quello di un amico dei genitori, il reverendo Walter Parr, che lo battezzò l'8 giugno 1902 nella St. Paul Congregational Church di Chicago. Nel dicembre 1903 nacque la sorella di Walt, Ruth Flora Disney. Nel 1906 la sua famiglia si trasferì a Marceline (Missouri), vicino allo zio Robert Disney, dove acquistarono una fattoria di duecento ettari per tremila dollari. Cominciò a frequentare la scuola elementare di Marceline solo all'età di otto anni, in modo da andarci con la sorella. La fattoria fu venduta nel 1909 poiché il padre si ammalò e non poté più farsi carico dei lavori. La famiglia visse in affitto fino al 1910, quando traslocarono a Kansas City per ricongiungersi con i fratelli maggiori di Walt, Herbert e Raymond. Walt e suo fratello Roy lavorarono nel tempo libero nell'impresa paterna di distribuzione di giornali per contribuire alle spese della famiglia. Secondo gli archivi della scuola pubblica regionale di Kansas City seguì i corsi della scuola secondaria di Benton dal 1911 e si diplomò l'8 giugno 1917. In quegli anni fu scartato dal giornale Kansas City Star come fumettista perché considerato senza fantasia. Contemporaneamente si iscrisse a uno dei corsi dell'Art Institute of Chicago. Sembra che durante un'estate tra il 1911 e il 1917 Walt, grazie allo zio Michael Martin, ingegnere delle ferrovie, lavorò come venditore a bordo dei treni della Missouri Pacific Railroad. Il suo compito consisteva nella vendita di giornali, dolciumi, frutta e bibite: sarebbe stata questa esperienza a fargli nascere la passione per i treni a vapore.
Nel 1917, mentre in Europa imperversava la prima guerra mondiale, tornò a Chicago per occuparsi da vicino di una ditta di bevande gassate in cui stava investendo da qualche anno, che però fallì di lì a poco. Preferì quindi restare a Kansas City dove, grazie al fratello Roy, trovò un lavoro come venditore sui treni, cosa che gli permise di viaggiare molto. In autunno, grazie a un trasferimento, raggiunse la famiglia a Chicago. Entrò quindi nel liceo McKinley, dove si occupò delle illustrazioni del giornalino scolastico degli alunni intitolato The Voices. Durante l'estate, sebbene distribuisse giornali e corrispondenza per la posta e andasse al cinema alla sera con delle ragazze, un pensiero lo assillava: "vincere la guerra". A sedici anni lasciò la scuola e si impegnò come autista volontario di ambulanze durante la prima guerra mondiale dopo aver modificato, con l'aiuto di un amico, la data di nascita indicata sul passaporto in modo da poter essere reclutato. Fece parte della divisione delle ambulanze della Croce Rossa statunitense in Francia fino al 1919. Si ricongiunse prima con la famiglia a Chicago nell'autunno di quell'anno, poi a Kansas City con suo fratello Roy, congedato dalla marina militare statunitense.

### Anni venti
Tornato negli Stati Uniti cominciò a cercare lavoro. Aveva sempre voluto realizzare dei film e si era pure candidato per lavorare per Charlie Chaplin. Trovò un'occupazione presso l'agenzia pubblicitaria Pesman-Rubin Commercial Art Studio, per la quale si occupava del programma settimanale del Newman Theatre, percependo 50 dollari al mese. Qui conobbe un talentuoso animatore suo coetaneo, Ub Iwerks, con il quale nel gennaio 1920 fondò la società Iwerks-Disney Commercial Artists, che si ritrovò però presto in difficoltà economiche, fino a quando, contattati dalla «Kansas City Film Ad Company», una società di filmati pubblicitari, gli furono commissionate delle animazioni pubblicitarie per i cinema locali. Walt iniziò a fare degli esperimenti in un garage, per i quali si fece prestare una vecchia cinepresa.
All'epoca il suo biglietto da visita, che lui stesso aveva illustrato, recitava: «Walt Disney. Cartoonist. Comic Cartoons. Advertising Cartoons. Animated Motion Picture Cartoons». A detta degli studiosi Russell Merritt e J.B. Kaufman, con questa immagine «dava un aspetto più professionale al mestiere dell'animatore, più lontano dall'immagine del mago» che per esempio si attribuiva Winsor McCay con Gertie il dinosauro. L'autoritratto e la caricatura che Disney si fece per questo biglietto, presente anche nei titoli dei Newman Laugh-O-Grams, lo mostrava giovane, impacciato e impegnato al punto tale da non avere tempo di andare dal parrucchiere, con i fogli volanti su tutto il tavolo da disegno. Per Merritt e Kaufman, all'epoca Disney era molto attento a come coltivare la propria immagine. Nel tempo libero cominciò a creare autonomamente dei filmati che vendeva alla «Newman Theater Company» e che furono chiamati Newman Laugh-O-Grams. Sebbene durassero solo un minuto, piacevano molto al pubblico perché trattavano problemi locali e criticavano i politici locali.
Nel 1922, lanciò la Laugh-O-Gram Studio, che produsse cortometraggi animati ispirati alle fiabe popolari; tra i dipendenti vi erano Ub Iwerks, Hugh Harman, Rudolf Ising, Carman Maxwell e Friz Freleng. Tra i personaggi creati, c'era il precursore di Oswald il coniglio fortunato e Topolino: Julius the Cat. I cortometraggi furono ben accolti nella zona di Kansas City, ma i costi superarono le entrate e, dopo aver creato un ultimo cortometraggio con la tecnica della live action, Alice's Wonderland, lo studio dichiarò fallimento nel luglio 1923. Il fratello di Walt, Roy Oliver, lo invitò a trasferirsi a Hollywood e, quando Walt riuscì a trovare abbastanza denaro per il biglietto ferroviario, lasciò i propri collaboratori con la promessa di aiutarli a venire in California e portò con sé Alice's Wonderland, che era appena stato completato. In California si mise quindi in affari con il fratello Roy fondando i Disney Brothers Studio lavorando nel garage dello zio Robert. Ottennero un primo contratto con Margaret Winkler, distributore di diritti di New York, fidanzata di Charles Mintz; la coppia già distribuiva la serie Felix the Cat. Il 16 ottobre 1923 Disney firmò con loro un contratto per realizzare dodici film. Nel 1926 i Disney Brothers Studio cambiano nome in Walt Disney Studio, per poi diventare Walt Disney Productions nel 1928. Lillian Bounds, una delle dipendenti dello studio con mansioni di intercalatrice/assistente animatore, sposò Walt Disney il 13 luglio 1925.
Le Alice Comedies ebbero un discreto successo. Fino alla fine della serie nel 1927 il soggetto fu sempre più incentrato sui personaggi animati, soprattutto un gatto chiamato Julius che ricorda Felix the Cat, e meno sul personaggio di Alice. La serie diventa sempre più simile alle altre produzioni che non usano attori reali.
Nel 1927 Charles Mintz sposò Margaret Winkler e assunse il controllo della società della moglie. Decise di produrre una nuova serie di cartoni animati che fu distribuita dalla Universal Pictures; la nuova serie, Oswald the Lucky Rabbit, riscosse un buon successo e il personaggio protagonista diventò un'icona popolare. Gli studi della Disney vennero ampliati e Walt assunse Harman, Ising, Maxwell e Freleng, venuti da Kansas City. Nel febbraio 1928 si recò a New York per ottenere da Mintz una quota maggiore di guadagni per ogni film ma Mintz gli annunciò non solo di dover al contrario ridurgliela ma anche che la maggior parte dei principali animatori di Walt aveva ormai un contratto con lui il quale aveva intenzione di creare un proprio studio nel caso Disney non accettasse di ridurre i costi; oltre a ciò, fu la Universal e non Disney a detenere il marchio commerciale del personaggio e perciò poteva produrre film senza di lui. Disney rifiutò l'offerta e perse la maggior parte dei suoi collaboratori tranne Iwerks e pochi altri, con i quali cominciò a lavorare a un nuovo personaggio che sostituisse Oswald. Si riteneva che questo nuovo personaggio fosse stato ideato in viaggio su un treno da New York a Los Angeles, dove Walt lo avesse disegnato ispirandosi a Oswald togliendogli le orecchie a penzoloni e aggiungendo orecchie tonde e una semplice coda che lo rendeva simile a un topo e che venne chiamato Mortimer Mouse; Ub in seguito avrebbe solo rielaborato il personaggio per giungere al risultato definitivo. Si ritiene invece che Walt avesse elaborato la personalità del personaggio mentre Ub ne avesse sviluppato l'aspetto grafico. Il nuovo personaggio venne rinominato Mickey Mouse su consiglio della moglie di Walt ed esordì nel cortometraggio muto L'aereo impazzito. Non essendo riuscito a trovare un distributore interessato al film e neanche al successivo, Topolino gaucho, Disney capì che a quei film mancava qualcosa; l'anno precedente la Warner Bros. aveva prodotto il primo film con il sonoro, Il cantante di jazz, e Disney allora pensò di fare altrettanto, aggiungendo l'audio al cartone animato e realizzando Steamboat Willie; per produrlo dovette vendere l'auto. Pat Powers, un uomo d'affari, fornì a Disney la distribuzione e il Cinephone, un sistema di sincronizzazione sonora ottenuto di contrabbando.
Il 18 novembre 1928 al Colony Theater di New York, Steamboat Willie fu proiettato per il pubblico riscuotendo un enorme successo: si trattò del primo cartone animato con il sonoro sincronizzato prodotto da Disney. Questa data sancì la nascita non solo di Topolino ma anche di Minni Mouse. L'aereo impazzito e Topolino gaucho vennero distribuiti con l'aggiunta del sonoro e tutti i successivi cartoni animati furono accompagnati dall'audio. Fino al 1947, fu lo stesso Disney a interpretare la voce di Topolino. Nel 1929, forte del successo della serie Topolino, decise di produrre una nuova serie. Assunse il compositore Carl Stalling, grazie al quale nacquero le Sinfonie allegre, una serie di corti animati musicali, che esordì con Danza degli scheletri. Quello stesso anno Disney autorizzò il merchandising per le proprie creazioni come Topolino e per gestire il marchio venne creata la Walt Disney Entreprises.

### Anni trenta
Nonostante il grande successo delle due serie animate, la quota che gli studi Disney percepirono da Pat Powers non fu aumentata. Nel 1930, Disney firmò un nuovo contratto di distribuzione con Columbia Pictures, abbandonando così Powers e Ub Iwerks, che era stato tentato da un contratto in esclusiva con Powers. Nel 1931 Topolino comparve in dodici film, mentre nelle Sinfonie allegre, ne La gallinella saggia, esordì Paperino. Nel 1932 Topolino era un famoso personaggio dei cartoni animati e molti studi concorrenti come Van Beuren e Screen Gems crearono dei suoi cloni per sfruttarne la scia del successo.
Dopo esser passato dalla Columbia Pictures alla United Artists, nel 1932 Walt cominciò a produrre le Sinfonie allegre con il nuovo procedimento Technicolor, che permise di creare film a colori. Il primo cartone animato a colori fu Fiori e alberi (Flower and Trees), che vinse il primo Premio Oscar del cinema come miglior cortometraggio d'animazione. Lo stesso anno ricevette anche l'Oscar onorario per la creazione di Topolino, la cui serie nel 1935 diventò a colori. Disney lanciò presto altre serie che ruotavano attorno ai personaggi di Paperino e Pluto. Contemporaneamente autorizzava la commercializzazione di altri prodotti derivati, come i fumetti di Topolino pubblicati anche all'estero come in Italia dove una serie dedicata al personaggio esordì nel 1932.
Nonostante i successi i costi legati alla necessità di ricorrere a nuove tecniche non permisero di riassorbire i debiti contratti e Disney cadde in depressione; nel 1931 per ordine del medico partì in vacanza con la moglie. Al ritorno si dedicò allo sport consigliandolo anche ai suoi collaboratori. Il 19 dicembre 1933 nacque Diane Marie, sua unica figlia biologica; successivamente decise con la moglie di adottarne un'altra, Sharon Mae, nata il 21 dicembre 1936.
Walt Disney fu in Italia nel 1935: a Roma, invitato a una serata di gala presso il cinema Barberini, fu accolto dal ministro della stampa e della propaganda Galeazzo Ciano e dal direttore generale della cinematografia Luigi Freddi. La visita contribuì a un rilancio del cinema italiano di animazione.
Gli studi continuarono a produrre cortometraggi delle serie di Topolino e delle Sinfonie allegre che erano due delle più famose del periodo ma i guadagni erano appena soddisfacenti per mandar avanti gli studi senza però creare dei veri e propri utili. Disney decise allora di produrre il lungometraggio di Biancaneve e i sette nani, su ispirazione di un film muto con Marguerite Clark che aveva visto da bambino. Tra il 1934 e il 1937, le Sinfonie allegre furono usate come banco di prova per le tecniche necessarie per realizzare Biancaneve. Walt chiamò un professore di disegno del Chouinard Art Institute, Don Graham, per dare delle lezioni ai membri degli studi.

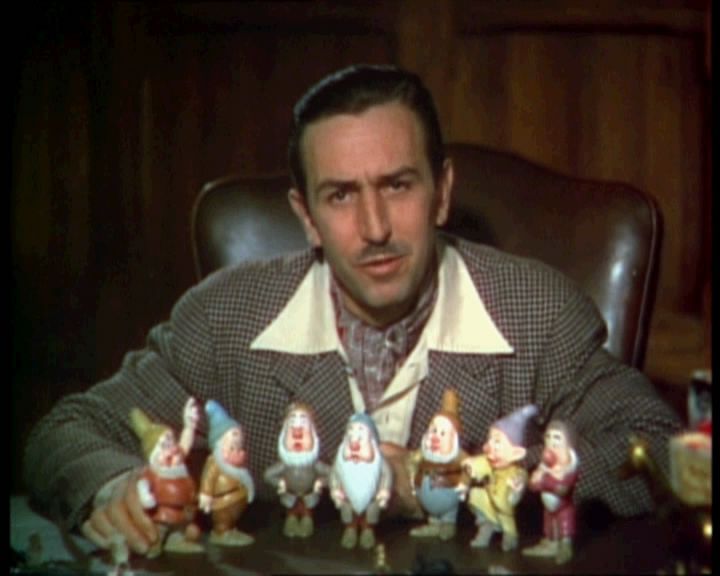
Walt Disney in un fotogramma del trailer di Biancaneve e i sette nani (1937)

In quel periodo nacque Il vecchio mulino, il primo film realizzato con la cinepresa a piani multipli, inventata dal tecnico degli studi Bill Garity, la quale permette di dare un vero effetto di profondità ai cartoni animati. Furono soprattutto coloro che collaborarono a questo film che lavorarono poi su Biancaneve. Quando il resto dell'industria cinematografica venne a sapere del progetto del lungometraggio animato, i vari concorrenti definirono l'idea una «pazzia di Disney», convinti che il progetto lo avrebbe portato al fallimento. Sia Lillian che Roy cercarono invano di convincerlo a rinunciare al progetto. Il film venne prodotto dal 1935 al 1937, quando finirono i fondi Disney mostrò un estratto non terminato del film alla Bank of America che gli concesse i fondi per completare il film che debuttò al Carthay Circle Theater di Hollywood il 21 dicembre 1937 ottenendo una standing ovation; fu il primo lungometraggio animato in inglese e in Technicolor. Venne distribuito nel febbraio 1938 e fu il più redditizio dell'anno incassando più di 8 milioni di dollari del tempo (pari a 98 milioni di dollari del 2018). Il successo di Disney fu amareggiato dalla drammatica perdita di sua madre, uccisa da una fuga di gas nella sua abitazione di Los Angeles che il figlio le aveva da poco regalato. Grazie al risultato economico di quel film Disney poté costruire a Burbank i Walt Disney Studios, che aprirono il 24 dicembre 1939. Intanto venne anche concluso Pinocchio, mentre continuava il lavoro su Fantasia e su Bambi; al contempo le squadre dei cortometraggi lavorarono sulle serie di Topolino, Paperino, Pippo e Pluto e sulle ultime Sinfonie allegre.

### Anni quaranta
Dopo Biancaneve, nel 1940 vennero prodotti Pinocchio e Fantasia, ma entrambi non diedero i risultati economici sperati; Pinocchio esordì a New York il 7 febbraio; costato il doppio di Biancaneve, ricevette una buona accoglienza in USA, ma scarsa in Europa; Fantasia, proiettato il 13 novembre 1940 al Colony Theatre di Broadway, non andò meglio, ma permise soprattutto che venisse riconosciuto artisticamente il valore del lavoro degli studi di Disney.
Nel 1941 Disney fu contattato dal Dipartimento di Stato, guidato da Nelson Rockefeller, per produrre materiale di propaganda nella guerra contro il nazismo e, a tal proposito, compiere anche un viaggio diplomatico in America Latina, nonostante fosse inizialmente contrario. Rispose poi alla richiesta del pubblico di vedere le quinte dei suoi studi producendo Il drago recalcitrante, un documentario che unì immagini reali e cartoni animati. Allo stesso modo, nel 1941 decise di partecipare allo sforzo bellico e con Lockheed Martin realizzò un cartone animato istruttivo per mostrare ai neoassunti delle aziende i metodi di ribaditura degli aerei: si trattava di Four Methods of Flush Rivetting, che fu a lungo classificato come top secret. Al contempo, molti reggimenti o squadriglie statunitensi chiesero agli studi di produrre dei distintivi con i personaggi Disney.

A destra (in primo piano), visitando Morro da Portela, Oswaldo Cruz (quartiere di Rio de Janeiro), durante una visita in Brasile nell'agosto 1941

Durante la produzione di Dumbo alcune rivendicazioni contrattuali dei dipendenti portarono al primo sciopero; il film fu comunque completato nel maggio 1941 e si rivelò un successo; poco dopo gli Stati Uniti entrarono in guerra nella seconda guerra mondiale e l'esercito requisì la maggior parte degli edifici degli studi Disney e chiese ai dipendenti Disney di creare film d'intrattenimento e d'istruzione per i militari, nonché film di propaganda; furono quindi prodotti opere come Der Fuehrer's Face o il lungometraggio Victory Through Air Power, entrambi usciti nel 1943. I film di propaganda fecero guadagnare poco, ma Bambi ebbe invece un discreto successo quando uscì nell'agosto 1942 anche se non rientrò immediatamente dalle spese. Disney fece uscire nuovamente nelle sale con successo Biancaneve nel 1944, inaugurando la tradizione delle riedizioni, ogni sette anni, dei film Disney negli Stati Uniti. Le compilation di film, contenenti diversi cortometraggi, furono create e proposte al cinema durante tutto questo periodo. Le principali erano quelle frutto della tournée in America Latina, Saludos Amigos (1942),  I tre caballeros (1944), e I racconti dello zio Tom (Song of the South), il primo film Disney contenente attori in carne e ossa, uscito nel 1946. Nel 1947 uscì la riedizione di Bambi che fece recuperare il suo considerevole costo; seguirono anche Tanto caro al mio cuore (1948) e Le avventure di Ichabod e Mr. Toad (1949).
Alla fine degli anni quaranta, gli studi trovarono denaro e animatori a sufficienza per continuare a produrre lungometraggi come Alice nel Paese delle Meraviglie (1951) o Le avventure di Peter Pan (1953), interrotto durante gli anni della guerra. Gli studi iniziarono anche a lavorare su Cenerentola e su una serie di documentari sugli animali, intitolata La natura e le sue meraviglie (True-Life Adventures), e nel 1948 con L'isola delle foche; sembra che a Walt l'ispirazione venne da un viaggio nell'agosto 1948 in Alaska.
Nel 1947, Disney comparve davanti alla Camera del Comitato delle Attività Anti-Americane e denunciò vari suoi dipendenti come simpatizzanti comunisti; alcuni storici ritengono che si tratti solo di animosità che risale agli scioperi del 1941. L'ipotesi che Disney avesse simpatie filocomuniste, avanzata dopo un'errata lettura di alcuni dati dell'FBI, si rivelò inconsistente; è certo invece che nei suoi primi anni di attività fosse vicino al Partito Democratico e all'amministrazione Roosevelt e che poi si fosse gradualmente spostato verso quello Repubblicano. Nel 1944 fu tra i fondatori della Motion Picture Alliance for the Preservation of American Ideals, un'organizzazione di celebrità hollywoodiane di idee conservatrici che si opponeva in maniera esplicita al comunismo.
Una serie di gravi accuse contro Disney, tra cui quelle di essere stato antisemita, simpatizzante nazista e agente in incognito dell'FBI, furono raccolte e divulgate da un biografo nel 1993 in un libro che ebbe grande eco. Tali accuse furono tutte smentite da familiari, ex collaboratori di Disney ed ex agenti dell'FBI in un ampio e circostanziato dossier, destinato alla difesa legale della sua memoria, preparato dalla moglie e dalla figlia di lui e rimasto finora inedito.
Nel 1949, Disney e la sua famiglia si trasferiscono in una nuova casa su un grande appezzamento di terreno nel quartiere di Holmby Hills di Los Angeles. Disney poté assecondare una delle proprie passioni: le ferrovie in miniatura; con l'aiuto di un amico, Ward Kimball, e della moglie Betty, proprietari di un treno privato nel loro giardino, sviluppò i progetti e cominciò subito a costruire il proprio treno in miniatura in giardino. Il nome della ferrovia, Carolwood Pacific Railroad, derivava dal vecchio indirizzo di Walt, in Carolwood Drive. In onore della moglie chiama Lilly Belle la locomotiva a vapore costruita da Roger E. Broggie, un membro degli studi Disney.
Durante un viaggio d'affari a Chicago alla fine degli anni quaranta, disegnò i progetti per una sua idea, un parco divertimenti dove prevedeva che i suoi dipendenti passassero del tempo coi figli. Lo sviluppo del progetto nei cinque anni successivi portò alla realizzazione di Disneyland e a una nuova filiale della società WED Enterprises; alla presentazione del progetto Disney disse ai progettisti: «Voglio che Disneyland sia il luogo più meraviglioso della terra e che un treno faccia il giro del parco». Il parco aprì nel 1955 ad Anaheim, vicino a Los Angeles.

### Anni cinquanta
Negli anni cinquanta furono prodotti altri lungometraggi come L'isola del tesoro (il primo film d'azione interamente realizzato con la tecnica della live action), seguito da successi come Ventimila leghe sotto i mari (in CinemaScope, 1954), Geremia cane e spia (1959), e Il cowboy con il velo da sposa (1960). I Walt Disney Studios furono tra i primi a sfruttare al meglio la televisione, producendo la prima trasmissione One Hour in Wonderland nel 1950. Walt iniziò altresì a presentare una serie settimanale d'antologia sulla ABC intitolata Disneyland, in cui mostrava degli spezzoni delle produzioni Disney precedenti, faceva fare il giro degli studi e faceva prendere al pubblico familiarità con il parco in fase di costruzione. Nel 1955 cominciò la prima serie televisiva settimanale dello studio, Mickey Mouse Club, che continuò fino agli anni novanta.
Poiché lo studio si allargava e diversificava le proprie attività estendendosi ad altri media, Disney prestò sempre minor attenzione al settore di animazione delegando la maggior parte delle attività ai principali animatori, da lui soprannominati i nove saggi. La produzione di cortometraggi continuò fino al 1956, quando Disney chiuse la serie ma altri cortometraggi furono prodotti in maniera irregolare per il resto della durata degli studi. Disneyland aprì i battenti il 17 luglio 1955, diventando rapidamente un successo grazie anche alle attrazioni ispirate a film di successo della Disney. Nel parco si poteva vedere "Zio Walt" fare dei piccoli lavori, come offrire passeggini ai visitatori, suonare il clacson in un'auto in Main Street USA, pescare ai Rivers of America o pilotare il Mark Twain.
Nel 1955 l'FBI lo nominò "Agente Onorario" (Sac Contact), ossia un contatto dell'FBI. Nel 1957 incontrò il creatore dei Muppet, Jim Henson, e insieme cominciarono a creare i primi personaggi dei Muppet con molte somiglianze con Topolino, soprattutto Kermit la Rana. I personaggi comparvero con l'intermezzo Muppet Magic all'interno dell'Ed Sullivan Show tra il 1958 e il 1962.

### Anni sessanta
Nel 1961, con la morte del creatore di Winnie the Pooh, A. A. Milne, avvenuta 5 anni prima, Disney fece suo il famoso orsetto ghiotto di miele insieme agli altri personaggi del bosco dei cento acri. Dopo decenni di tentativi, Disney ottenne i diritti del libro di Pamela Lyndon Travers e produsse Mary Poppins nel 1964. Il 14 settembre 1964 il presidente Lyndon B. Johnson gli conferì la più alta onorificenza civile statunitense: la medaglia presidenziale della libertà. Lo stesso anno aprì quattro attrazioni nei padiglioni dell'esposizione mondiale di New York che furono poi integrate a Disneyland e confermarono a Disney la praticabilità di un nuovo parco sulla costa est. Per realizzarlo fece acquisire terreni nella Florida centrale, a sud ovest di Orlando Il progetto fu sviluppato sul serio a partire dal 1966 con la fondazione del Reedy Creek Improvement District. Walt Disney e il fratello Roy Oliver annunciarono in seguito i progetti di ciò che fu poi denominato Walt Disney World, che comprese una versione più grande ed elaborata di Disneyland chiamata Magic Kingdom, nonché hotel e campi di golf ed EPCOT, una città operativa dove gli abitanti possono vivere, lavorare e interagire usando tecnologie sperimentali o avanzate mentre degli scienziati sviluppano e testano altre nuove tecnologie per migliorare la vita e la salute dell'uomo.

### Morte

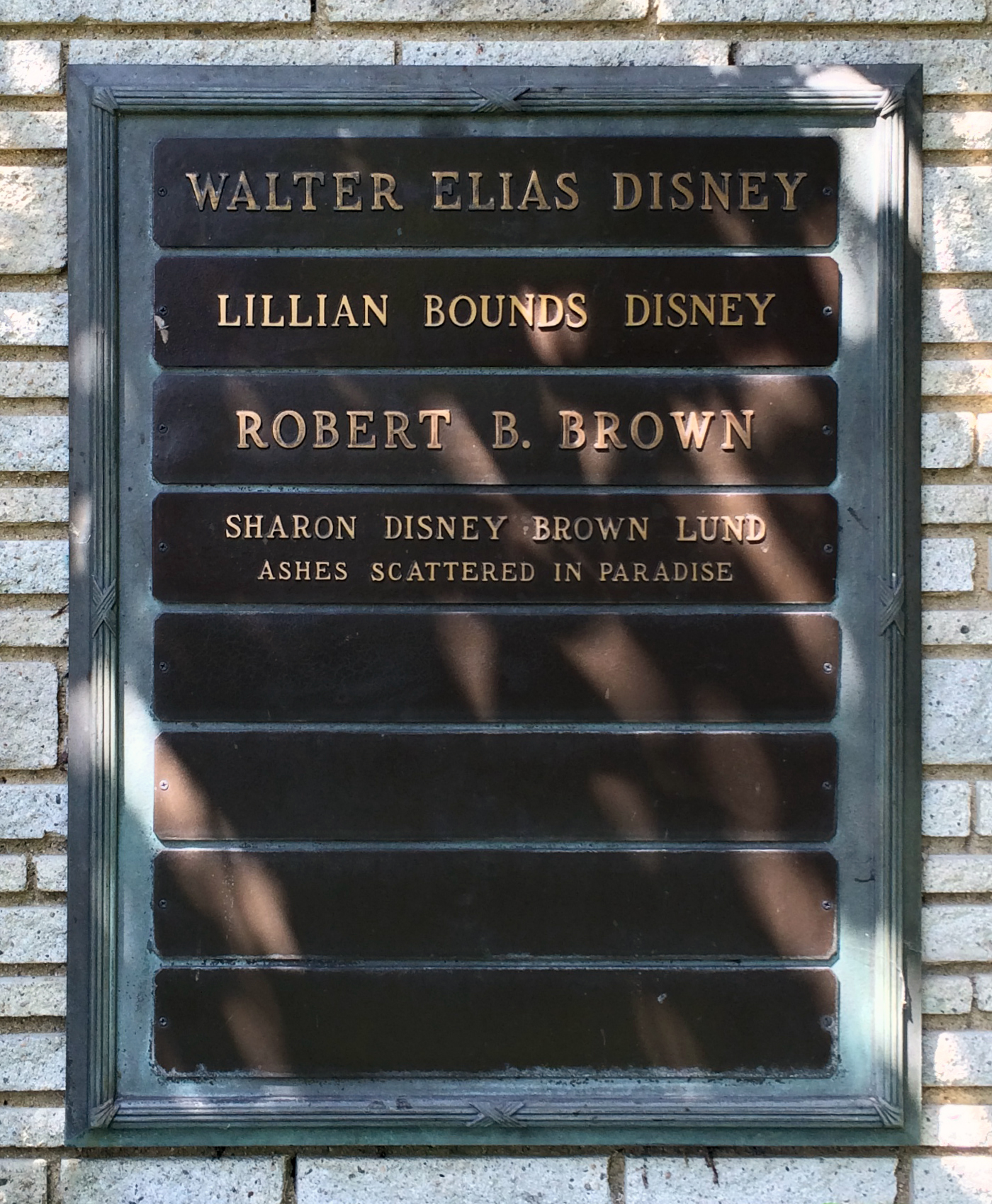
La tomba di Walt Disney a Forest Lawn Memorial Park in Glendale, California

Disney intanto lavorò sul progetto del Disney's Mineral King Ski Resort, annunciato alla stampa il 19 settembre 1966; a questa conferenza stampa, l'ultima a cui partecipò, apparve ai giornalisti pallido e febbricitante. Il suo impegno in Disney World finì nell'autunno 1966; nell'estate di quell'anno gli venne diagnosticato un tumore al polmone sinistro, fu ricoverato nell'ospedale St. Joseph, situato proprio di fronte agli studi Disney di Burbank. In autunno la sua salute peggiorò finché non morì a causa di un collasso cardiocircolatorio il 15 dicembre del 1966, all'età di 65 anni. Il 17 dicembre la salma venne cremata e le sue ceneri riposte presso il Forest Lawn Memorial Park, a Glendale, California. Il governatore della California Ronald Reagan disse: «Da oggi il mondo è più povero». In Italia Epoca mise in copertina un Topolino piangente in sua memoria disegnato da Giovan Battista Carpi. Roy Disney portò a termine il «Progetto Florida», denominandolo «Walt Disney World» in onore del fratello minore.

## Progetti irrealizzati o realizzati da altri
Prima della morte di Walt Disney, erano in produzione alcuni film che vennero ultimati solo dopo la sua morte, uno tra questi era Il libro della giungla (1967) che venne ultimato 10 mesi dopo la sua morte ed è considerato da molti come "l'ultimo suo film prodotto", gli altri progetti realizzati in seguito furono solamente approvati ma mai cominciati e furono: Gli aristogatti (1970), Robin Hood (1973) e Le avventure di Winnie the Pooh (1977), inizialmente realizzato come una serie tre corti animati (rispettivamente, Winny-Puh l'orsetto goloso (1966), Troppo vento per Winny-Puh (1968) e Tigro e Winny-Puh a tu per tu (1974) che vennero poi montati in seguito.
Molti dei progetti animati in programma da Walt Disney non videro mai la luce o furono realizzati successivamente la sua morte.
Tra i suoi progetti ideati nel 1938 dopo il successo di Biancaneve e i sette nani (1937) vi erano La sirenetta e La regina delle nevi. La loro produzione rimase ferma durante tutta la seconda guerra mondiale, ma furono realizzati solo dopo la sua morte da altri registi: il primo venne realizzato con l'omonimo titolo nel 1989 e diede inizio al Rinascimento Disney, mentre il secondo venne prodotto con il titolo di Frozen - Il regno di ghiaccio (2013).
Un altro progetto in testa a Walt Disney da tutta la vita era un adattamento di un romanzo epico high fantasy, Il Signore degli Anelli, ma sfortunatamente l'autore del romanzo, J. R. R. Tolkien era del tutto contrario a concedergli i diritti del libro per via di una sua antipatia nei confronti di Disney.

## Controversie
Disney fu accusato di antisemitismo già in vita, quando nel 1938 accolse a Hollywood la regista tedesca Leni Riefenstahl, autrice di pellicole di propaganda nazista, per promuovere il suo film Olympia. Anche dopo che gli statunitensi vennero a conoscenza della Notte dei cristalli, Disney, a differenza degli altri studio, non ritirò il suo invito. Inoltre, l'animatore Art Babbitt asserì di aver visto Disney e il suo avvocato, Gunther Lessing, partecipare a delle riunioni del German-American Bund, un'organizzazione pro-Nazista, sul finire degli anni trenta. L'animatore e regista David Swift, che era ebreo, disse a un biografo che, quando comunicò a Disney la sua intenzione di lasciare lo studio per accettare un lavoro alla Columbia nel 1941, questi gli rispose, con un finto accento yiddish, "Va bene, Daviduccio, va a lavorare per quegli ebrei. È lì il tuo posto, con quegli ebrei". Swift comunque fece ritorno agli studi Disney nel 1945, e più tardi disse che "doveva tutto" a Disney. Quando lasciò gli studios una seconda volta nei primi anni cinquanta, Disney a quanto pare gli disse "...c'è ancora una candela accesa alla finestra se dovessi mai decidere di tornare". Il biografo di Disney, Neal Gabler, il primo autore a guadagnarsi un accesso incondizionato agli archivi Disney, concluse nel 2006 che le prove disponibili non supportavano le accuse di antisemitismo; in un'intervista alla CBS, Gabler sintetizzò così le sue scoperte: 
Disney alla fine si allontanò dalla Motion Picture Alliance negli anni cinquanta. Gabler scrisse che tre mesi dopo la visita della Riefenstahl, Disney la ripudiò, sostenendo che non sapesse chi lei fosse quando la invitò; mise in questione anche la storia di Babbitt, sulla base che Disney non avesse tempo per riunioni politiche e, anzi, fu "molto apolitico" durante gli anni trenta.
Il Walt Disney Family Museum ammise che Disney avesse dei "rapporti difficili" con alcuni individui ebrei, tra cui Babbit e David Hilberman, e che degli stereotipi etnici, abituali nei film degli anni trenta, furono mostrati nei primi cartoni, come I tre porcellini in cui il Grande Lupo Cattivo arriva alla porta vestito da venditore ambulante ebreo, e The Opry House in cui Topolino balla vestito da ebreo chassidico; tuttavia sia il museo che Gabler fanno notare come Walt donasse regolarmente soldi a diverse organizzazioni umanitarie ebraiche (Hebrew Orphan Asylum, Yeshiva College, Jewish Home for the Aged, e American League for a Free Palestine), e come avesse ricevuto la nomina a "Uomo dell'anno 1955" dalla loggia ebraica B'nai B'rith di Beverly Hills. Durante la seconda guerra mondiale Disney produsse anche dei cartoni di propaganda anti-nazista, tra cui il Premio Oscar Der Fuehrer's Face.
Lo storico e artista Joe Grant rimarcò che "alcuni tra i personaggi più influenti dello studio erano ebrei", incluso sé stesso, il manager di produzione Harry Tytle e Herman "Kay" Kamen, il capo del marketing, che una volta si divertì a dire come l'ufficio Disney di New York "avesse più ebrei del Libro del Levitico".
Il cantautore Robert B. Sherman affermò nella sua biografia che non vide nessuna prova di antisemitismo durante i suoi sette anni di lavoro in stretta collaborazione con Disney; e secondo Gabler, nessuno degli impiegati di Disney, Babbitt incluso (considerando il suo rapporto particolarmente conflittuale con Disney), lo ha mai accusato di battute e insulti antisemiti. Anche Art Babbitt, nonostante il suo "altalenante" o addirittura conflittuale rapporto con Walt, rigettò le accuse di antisemitismo nei confronti di quest'ultimo anche anni dopo la sua morte.
Disney fu anche accusato di razzismo dopo la sua morte, soprattutto per diverse produzioni pubblicate tra gli anni trenta e cinquanta che contenevano materiale stereotipicamente denigratorio dal punto di vista razziale ed etnico o almeno considerato tale. Alcuni esempi includono La capanna di zio Tom, in cui Topolino è ritratto in blackface e non più proiettato poco dopo la sua uscita originale, l'uccello "nero" alla Stepin Fetchit di Chi ha ucciso Cock Robin?, Sunflower, la centaura nera ritratta a servire le altre centaure in Fantasia e successivamente rimossa, il lungometraggio I racconti dello zio Tom, gli indiani in Le avventure di Peter Pan, le gatte siamesi in Lilli e il vagabondo, le scimmie di Il libro della giungla pure, anche i corvi in Dumbo hanno ricevuto accuse simili molti anni dopo, sebbene in questo film i corvi siano non solo spiriti liberi e intelligenti, ma anche empatici, generosi e comprensivi nei confronti di Dumbo perché sanno cosa voglia dire essere emarginati.
Nonostante ciò, "Walt Disney non era un razzista", scrisse Gabler, "né pubblicamente o privatamente ha mai fatto osservazioni denigratorie sui neri o affermato una qualsivoglia superiorità bianca. Come molti bianchi americani della sua generazione, tuttavia, non era sensibile sulle tematiche razziali". Per esempio, si racconta che durante una riunione su Biancaneve e i sette nani, si riferì ai nani che si mettevano uno sopra l'altro come una "pila di negri", termine regionale statunitense che indica un gioco da bambini, e che mentre faceva il casting per I racconti dello zio Tom usò il termine "pickaninny", traducibile in italiano come "negretto".
I racconti dello zio Tom fu ampiamente contestato da critici cinematografici, attivisti e dalla NAACP a causa della riproposizione degli stereotipi riferiti ai neri americani, nonostante il film fosse stato accolto molto positivamente dal pubblico afroamericano del tempo nelle sale, al punto da chiederne addirittura una seconda proiezione, diversi critici e personalità ammisero persino di aver giudicato il film prima di vederlo, come riportato ad esempio dal futuro primo animatore afroamericano alla Disney, Floyd Norman, al tempo un ragazzino quando vide il film per la prima volta al cinema; nonostante le critiche, Disney sostenne con successo una campagna per far ottenere un Oscar onorario al protagonista del suo film, James Baskett (nonché suo amico affezionato), il primo afroamericano a ricevere tale premio. Baskett morì di lì a poco, e la vedova scrisse una sincera lettera di gratitudine a Disney per ringraziarlo del suo supporto.
L'animatore afroamericano Floyd Norman, che lavorò per Disney negli anni cinquanta e sessanta, disse: "Non una sola volta ho mai osservato un cenno del comportamento razzista del quale Walt Disney fu spesso accusato dopo la sua morte. Il suo trattamento delle persone - e con questo intendo tutte le persone - può solo definirsi esemplare". Nel 2019, in un articolo scritto da Floyd Norman sul suo blog in difesa dei corvi di Dumbo intitolato Black Crows and Other PC Nonsense, l'animatore ha scritto:
Nel 1989, l'attore afroamericano Nick Stewart venne richiamato alla Disney per riprendere il suo ruolo di Compare Orso per il tour d'inaugurazione di Splash Mountain. Lo storico di Disney Jim Korkis gli chiese se pensava che fosse davvero degradante interpretare Compare Orso in I racconti dello zio Tom, riguardo a tutte le controversie sulla rappresentazione degli afroamericani. Stewart rise e rispose "Disney ci ha trattati come dei re". Concluse poi dicendo che donò i soldi guadagnati per il suo ruolo di Compare Orso ad un teatro per attori afroamericani per interpretare ruoli diversi da maggiordomi e cameriere. Disse anche che intendeva fare la stessa cosa con i soldi del giro d'inaugurazione di Splash Mountain.

### Teoria cospirazionista massonica
Una nota teoria cospirazionista vorrebbe Walt Disney essere un massone, a causa della sua appartenenza in gioventù all'Ordine di DeMolay (di cui erano membri anche John Wayne e Mel Blanc) e di varie immagini modificate su Internet. Non vi è tuttavia alcuna prova della sua appartenenza ad una qualsiasi loggia massonica e alla massoneria in generale, né alcuna conferma da parte del mondo massonico stesso.

## Eredità

Francobollo dedicato a Walt Disney dalla Repubblica di San Marino

### Filmografia
Walt Disney è presente in molte produzioni, soprattutto in animazioni, dei suoi studi; è menzionato come produttore, attore, regista o sceneggiatore.

### L'impero dei divertimenti e dei media
Gli studi di produzione e i parchi a tema della Disney si sono sviluppati fino a diventare una società multinazionale plurimiliardaria nel campo della televisione, del cinema, del divertimento e in altri settori. La Walt Disney Company attualmente possiede, tra le altre cose, quattro complessi vacanzieri, undici parchi a tema, due parchi acquatici, trentadue hotel, otto studi cinematografici, sei etichette di dischi, undici reti televisive via cavo e una rete televisiva terrestre.
Quello che inizialmente era noto come «Progetto Florida» oggi è una meta turistica privata, tra le più grandi al mondo, e l'immagine di Walt Disney è sempre presente, come ad esempio la statua Partners al Magic Kingdom fino al Tree of Life di Animal Kingdom. La sua passione per i mezzi di trasporto di massa vive nella monorotaia di Walt Disney World che collega due parchi a tema e quattro hotel, mentre il suo sogno del futuro vive a EPCOT nelle principali attrazioni e nelle esposizioni tecnologiche. Da semplice parco a tema, Disneyland si è trasformato in una vasta realtà con due parchi a tema, tre hotel e un vasto complesso di negozi. Walt Disney World è una famosa meta turistica; Tokyo Disneyland (che con Tokyo DisneySea forma il Tokyo Disney Resort) è il parco a tema più visitato del mondo; Disneyland Paris, nonostante i problemi economici riscontrati fin dall'apertura, è sempre il luogo più visitato d'Europa e ospita anche un secondo parco; nel settembre 2005, la Walt Disney Company ha aperto l'Hong Kong Disneyland Resort in Cina; il 16 giugno 2016 è stato aperto il Disneyland Resort a Shanghai.
Quando viene costruita la seconda parte di Walt Disney World, gli eredi di Walt trasformano EPCOT in un parco a tema, l'EPCOT Center, aperto nel 1982. Il parco EPCOT è sostanzialmente una fiera internazionale e costituisce solo una piccola parte della città funzionale immaginata da Disney. Tuttavia, la città di Celebration costruita dalla Walt Disney Company accanto a Walt Disney World riprende in parte il progetto pensato per EPCOT.
Il 5 maggio 2005, la Disney avvia i festeggiamenti per celebrare i cinquant'anni del primo dei suoi parchi a tema.

### L'animazione Disney oggi
L'animazione tradizionale a mano, con cui Disney ha costruito il successo della sua società, non è più praticata negli studi della Walt Disney Animation Studios. Dopo un periodo di lungometraggi animati tradizionali di successo negli anni novanta, all'inizio del nuovo millennio sono stati chiusi i due studi satelliti a Parigi e a Orlando e gli studi di Burbank sono stati convertiti in uno studio di animazione di ultima generazione. Nel 2004, la Disney ha prodotto il proprio ultimo film lungometraggio con animazione tradizionale: Mucche alla riscossa, per poi riprendere e concludere per davvero nel 2009 con La principessa e il ranocchio. Gli studi DisneyToon in Australia continuarono a produrre film a basso costo con animazione tradizionale, soprattutto i seguiti dei vecchi successi fino alla chiusura nel 2006. A partire dal 2009 tuttavia, la Disney ha annunciato l'intenzione di riproporre nei cinema i vecchi film in animazione tradizionale portando avanti i progetti di animazione computerizzata, indipendenti dalla Pixar. A differenza della compagnia Disney attuale da Michael Eisner in poi, inoltre, Walt Disney era fortemente contrario per dichiarazione a ogni tipo di sequel e remake per i suoi lungometraggi.

### CalArts
Negli ultimi anni Disney dedica molto tempo per la fondazione del California Institute of the Arts (CalArts), creato nel 1961 grazie alla fusione del Los Angeles Conservatory of Music e del Chouinard Art Institute, che negli anni trenta aveva contribuito alla formazione delle squadre di animatori. Quando Walt muore, un quarto dei suoi beni andò al CalArts, contribuendo alla costruzione di nuovi edifici sul suo campus. Walt, tra l'altro, donò 38 acri (154 000 m²) del ranch di Golden Oak a Valencia affinché si potesse costruire la scuola dove il CalArts si trasferì nel 1971. Dopo la morte del marito, Lillian dedicò molto tempo a seguire CalArts e a organizzare eventi di raccolta fondi per l'università, per onorare le ultime volontà del marito e anche per finanziare il Walt Disney Symphony Hall di Los Angeles. Dopo la morte di Lillian, alla fine del 1997, l'eredità di questa tradizione è continuata dalla figlia Diane con il marito Ron. Oggi CalArts è una delle più grandi università indipendenti della California.

## Riconoscimenti

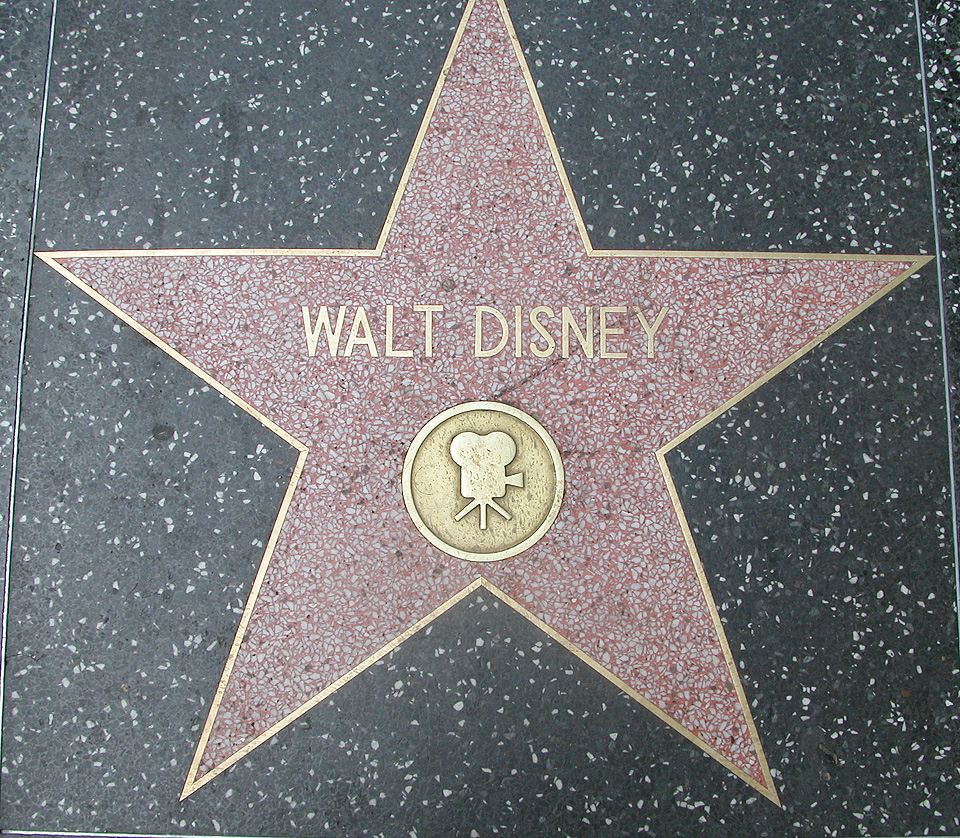
Stella di Walt Disney sulla Hollywood Walk of Fame, Los Angeles (California)

Dal 1932 al 1969 Disney è stato premiato con 26 Premi Oscar su 59 candidature, primato assoluto per una persona. Tra gli altri riconoscimenti ci sono tre Golden Globe, un Premio Emmy, un David di Donatello e due stelle sulla Hollywood Walk of Fame: per il cinema e per la televisione.

## Nella cultura di massa
- Macchia Nera, uno dei nemici di Topolino, ha spesso il volto coperto da un mantello nero; quando però si mostra in viso, questo ricorda ironicamente le fattezze di Walt Disney.[40] Altri sostengono che il volto di Macchia Nera sia in realtà ispirato all'attore degli anni trenta Adolphe Menjou.[41]